# Le Livre d'or de la science-fiction : A. E. van Vogt
Le Livre d'or de la science-fiction : A. E. van Vogt est une anthologie de nouvelles de science-fiction publiée en 1980 sous la direction de Patrice Duvic, concernant des nouvelles écrites par A. E. van Vogt. Elle contient un essai biographique, une nouvelle fantastique, sept nouvelles de science-fiction, un essai littéraire et une bibliographie. Lors de sa réédition en 1988, elle a paru sous le titre Futur parfait.

## Publications
- Le Livre d'or de la science-fiction : A. E. van Vogt, éditions Presses Pocket, no 5071, 1980, coll. Science-fiction  (ISBN 2-266-00857-9) et 1981 ;
- Futur parfait, éditions Presses Pocket, no 5071, 1988, coll. Le Grand Temple de la S-F  (ISBN 2-266-02344-6).

## Préface
Patrice Duvic a écrit l'essai biographique sur van Vogt intitulé Self-made Superman. Pendant 35 pages, il discute des débuts littéraires (qui n'étaient pas en science-fiction), des moments de changements importants, des passages à vide, ainsi que des différentes tentatives que van Vogt a faites pour surmonter ceux-ci. C'est un essai à lire pour avoir une perspective historique sur les motivations derrière les différents livres et les différentes nouvelles que van Vogt a produits.

## Liste et résumés des nouvelles

### Nouvelle fantastique
- Le Fantôme
- Titre original : The Ghost
- Publication : aout 1952 dans Unknown Worlds
- Résumé :

### Nouvelles de science-fiction

#### Cinémathèque
- Titre original : Film Library
- Publication : juillet 1946 dans Astounding Science Fiction
- Résumé : À son insu, une agence de location de films loue des films futuristes qui ont un accent de vérité. Son propriétaire tentera de déterminer d'où ils proviennent.

#### Processus
- Titre original : Process
- Publication originale: en décembre 1950 dans The Magazine of Fantasy & Science Fiction ;
- Publication en français : pour la première fois en 1956; puis dans le recueil Après l'éternité (1972) sous le titre Processus, ainsi qu'ultérieurement dans Histoires de mondes étranges (1984)

#### Futur parfait
- Titre original : Future Perfect
- Publication : aout 1973 dans Vertex: The Magazine of Science Fiction
- Résumé : Dans une société futuriste, toutes les personnes qui deviennent légalement adultes reçoivent un million de dollars. En contre-partie, cette société contrôle de façon chimique le comportement de ses membres. Un jeune homme s'opposera à ce système.

#### Ne retenez pas votre souffle
- Titre original : Don't Hold Your Breath
- Publication : juillet 1973 dans l'anthologie Saving Worlds
- Résumé : Dans le but de faciliter l'adaptation à la pollution industrielle, des médecins ont mis au point une technique qui modifie les poumons pour que les humains respirent du fluor.

#### Le Premier Rull
- Titre original : The First Rull
- Publication : décembre 1978 dans le recueil Pendulum
- Résumé : Cette nouvelle présente la première mission d'un Rull, un extraterrestre protéiforme et très dangereux, sur la planète Terre. Elle fait partie du cycle du Rull.

#### Le Détective non-A
- Titre original : The Non-Aristotelian Detective
- Publication : décembre 1978 dans le recueil Pendulum
- Résumé : Le Monde des Ā a effleuré certains aspects de la sémantique générale. Cette nouvelle présente comment un détective Ā pourrait découvrir un meurtrier.

#### Jane et les androïdes
- Titre original : Living with Jane
- Publication : décembre 1978 dans le recueil Pendulum
- Résumé : Jane vit dans une maison où des androïdes aux capacités meurtrières font la loi. Puisqu'elle est capable de les contrôler, son père tente de la convaincre de mettre fin aux activités de ceux-ci.

### Essai littéraire
A. E. van Vogt a écrit l'essai littéraire intitulé La Complication dans le récit de science-fiction, que Patrice Duvic a traduit. S'étendant sur 16 pages, van Vogt discute de ce qu'il recherche lorsqu'il écrit et de son désir de rendre l'histoire la plus complexe possible, sans perdre le lecteur toutefois. Par exemple, il est bien de parler de la lutte des classes, car c'est un sujet de portée générale. Cependant, pourquoi ne pas parler de l'incidence de la lutte des classes sur le cours des affaires galactiques ?